# Liste der Monuments historiques in Buc (Territoire de Belfort)
Die Liste der Monuments historiques in Buc (Territoire de Belfort) führt die Monuments historiques in der französischen Gemeinde Buc auf.

## Liste der Objekte
| Bezeichnung                   | Beschreibung                                | Standort                                    | Kennzeichnung | Schutzstatus | Datum | Bild |
| ----------------------------- | ------------------------------------------- | ------------------------------------------- | ------------- | ------------ | ----- | ---- |
| Hauptaltar                    | Holz, bemalt und vergoldet, 18. Jahrhundert | in der Kirche Nativité-de-Notre-Dame (Lage) | PM90000173    | Classé       | 1988  |      |
| Grab im Hauptaltar            | Holz, bemalt und vergoldet, 19. Jahrhundert | in der Kirche Nativité-de-Notre-Dame (Lage) | PM90000170    | Classé       | 1988  |      |
| Glocke                        | Bronze, 1523 gegossen                       | in der Kirche Nativité-de-Notre-Dame (Lage) | PM90000014    | Classé       | 1942  |      |
| Skulptur Madonna mit Kind     | Holz, bemalt und vergoldet, 18. Jahrhundert | in der Kirche Nativité-de-Notre-Dame (Lage) | PM90000015    | Classé       | 1977  |      |
| Ensemble des Hauptaltars      |                                             | in der Kirche Nativité-de-Notre-Dame (Lage) | PM90000169    | Classé       | 1988  |      |
| Retabel des heiligen Nikolaus | Holz, bemalt und vergoldet, 19. Jahrhundert | in der Kirche Nativité-de-Notre-Dame (Lage) | PM90000171    | Classé       | 1988  |      |
| Ensemble des Hauptaltars      |                                             | in der Kirche Nativité-de-Notre-Dame (Lage) | PM90000172    | Classé       | 1988  |      |
| Rosenkranzretabel             | Holz, bemalt und vergoldet, 18. Jahrhundert | in der Kirche Nativité-de-Notre-Dame (Lage) | PM90000174    | Classé       | 1988  |      |